# Reductoniscus tuberculatus
Reductoniscus tuberculatus là một loài chân đều trong họ Armadillidae. Loài này được Leistikow miêu tả khoa học năm 1997.